# 척 치킨
척 치킨(Chuck Chicken, 중국 개봉명: 쿵푸 치킨, Kung Fu Chicken)은 Animasia Studios에서 제작한 플래시 애니메이션 TV 시리즈이다. 이야기는 새가 가득한 Rocky Perch 섬에서 진행되며 Chuck이 "쿵푸 치킨"으로 변해 섬 주민들을 쿵푸 스타일로 보호하는 식으로 전개된다. 척은 놀라운 능력을 지닌 황금알 모양의 아주 특별한 부적을 물려받아 악을 무찌르는 데 사용하여 행성 지구처럼 보이지만 인간 대신 새가 있는 행성 새의 섬을 보호한다.
총 52개 에피소드로 구성되며 광둥어, 영어, 말레이시아어, 베트남어, 관화, 인도네시아어, 태국어로 제공된다.